# Dmitrij Galjamin
Dmitrij Aleksandrovič Galjamin (in russo Дмитрий Александрович Галямин?; Mosca, 8 gennaio 1963) è un allenatore di calcio ed ex calciatore russo, di ruolo difensore.